# Парламентские выборы в Молдове (2005)
Парламентские выборы в Молдавии 6 марта 2005 — пятые выборы парламента в Республике Молдова. В выборах приняли участие 9 политических партий, 2 избирательных блока и 12 независимых кандидатов. Избирательный порог для партий — 6 %, для избирательных блоков из 2-х партий — 9 %, для избирательных блоков из 3-х и более партий — 12 %, для независимых кандидатов — 3 %. Явка среди гражданского населения составила 64,84 % от занесённых в избирательные списки избирателей, в связи с чем, выборы были объявлены состоявшимися.

## Участники
Избирательный порог для прохождения в Парламент составлял:
- для политических партий — 6 %
- для политических блоков, состоящих из двух партий — 9 %
- для политических блоков, состоящих из трёх и более партий — 12 %
- для независимых кандидатов — 3 %.

Порог явки — 1/2

### Политические партии
- Партия коммунистов Республики Молдова (лидер списка — Владимир Воронин)
- Христианско-демократическая народная партия (лидер списка — Юрий Рошка)
- Избирательный блок «Демократическая Молдова» (лидер списка — Серафим Урекян)
  - Демократическая партия Молдовы
  - Альянс «Наша Молдова»
  - Социал-либеральная партия
- Социал-демократическая партия (лидер списка — Иван Мушук)
- Избирательный блок «Patria-Родина» (рум. «Moldova Noastră») (лидер списка — Борис Муравский)
  - Социалистическая партия Молдовы
  - Партия социалистов Молдовы «Patria-Родина»
- Республиканское движение «Равноправие» (лидер списка — Валерий Клименко)
- Центристский союз Молдовы (лидер списка — Михаил Петраке)
- Союз труда «Patria-Родина» (лидер списка — Георгий Сима)
- Крестьянская христианско-демократическая партия Молдовы (лидер списка — Николай Андроник)
- Республиканская партия Молдовы (лидер списка — Галина Хортоломей)
- Партия социально-экономической справедливости Молдовы (лидер списка — Николай Алексей)

### Независимые кандидаты
- Сильвия Кириллова
- Александр Бушмакиу
- Майя Лагута
- Штефан Матей
- Андрей Иванцюк
- Александр Арсений
- Алексей Бусуйок
- Тудор Тэтару
- Фёдор Гелич
- Виктор Сливинский
- Анатолий Соловьёв
- Мирча Тирон

Итоги парламентских выборов в Молдавии 6 марта 2005 года
| Партии и коалиции | Партии и коалиции                                       | Голоса    | %        | +/−     | Мандаты |
| ----------------- | ------------------------------------------------------- | --------- | -------- | ------- | ------- |
|                   | Партия коммунистов Республики Молдова                   | 716 336   | 45,98 %  | ▼4,09 % | 56      |
|                   | Избирательный блок «Демократическая Молдова»            | 444 377   | 28,53 %  | —       | 34      |
|                   | Христианско-демократическая народная партия             | 141 341   | 9,07 %   | ▲0,83 % | 11      |
|                   | Избирательный блок «Patria-Родина»                      | 77 490    | 4,97 %   | —       | 0       |
|                   | Социал-демократическая партия                           | 45 551    | 2,92 %   | ▲0,45 % | 0       |
|                   | Республиканское движение «Равноправие»                  | 44 129    | 2,83 %   | ▲2,39 % | 0       |
|                   | Партия социально-экономической справедливости Молдовы   | 25 870    | 1,66 %   | —       | 0       |
|                   | Крестьянская христианско-демократическая партия Молдовы | 21 365    | 1,37 %   | ▲1,10 % | 0       |
|                   | Союз труда «Patria-Родина»                              | 14 399    | 0,92 %   | —       | 0       |
|                   | Центристский союз Молдовы                               | 11 702    | 0,75 %   | —       | 0       |
|                   | Независимый кандидат Сильвия Кириллова                  | 3145      | 0,20 %   | —       | 0       |
|                   | Независимый кандидат Тудор Тэтару                       | 2273      | 0,15 %   | —       | 0       |
|                   | Независимый кандидат Штефан Матей                       | 1934      | 0,12 %   | —       | 0       |
|                   | Независимый кандидат Андрей Иванцюк                     | 1678      | 0,11 %   | —       | 0       |
|                   | Независимый кандидат Фёдор Гелич                        | 1102      | 0,07 %   | —       | 0       |
|                   | Независимый кандидат Майя Лагута                        | 1011      | 0,06 %   | —       | 0       |
|                   | Независимый кандидат Алексей Бусуйок                    | 983       | 0,06 %   | —       | 0       |
|                   | Независимый кандидат Александр Бушмакиу                 | 747       | 0,05 %   | —       | 0       |
|                   | Республиканская партия Молдовы                          | 592       | 0,04 %   | —       | 0       |
|                   | Независимый кандидат Александр Арсений                  | 572       | 0,04 %   | —       | 0       |
|                   | Независимый кандидат Виктор Сливинский                  | 495       | 0,03 %   | —       | 0       |
|                   | Независимый кандидат Анатолий Соловьёв                  | 452       | 0,03 %   | —       | 0       |
|                   | Независимый кандидат Мирча Тирон                        | 284       | 0,02 %   | —       | 0       |
| Всего (64,84 %)   | Всего (64,84 %)                                         | 1 557 828 | 100,00 % | —       | 101     |